# Risto Ničevski
Risto Ničevski (in macedone Ристо Ничевски?; Bitola, 28 giugno 1945 – Erevan, 18 settembre 1996) è stato uno scacchista macedone (jugoslavo fino al 1991).
Ottenne il titolo di Maestro Internazionale nel 1975.

## Principali risultati
Nel 1966, all'età di 20 anni, vinse il campionato della Repubblica Socialista di Macedonia, che in seguito vinse altre quattro volte. 
Nel 1969 realizzò 8,5/17 nel torneo zonale di Atene (vinto da Milan Matulović con 13/17).
Nel 1971 è stato 5° nel Memorial Rubinstein di Polanica-Zdrój (vinto da Helmut Pfleger).
Nel 1980 vinse il torneo internazionale di Kragujevac con 9/12, imbattuto.
Alcune partite notevoli (su chessgames.com):
- Ničevski – Bozidar Ivanović, campionato jugoslavo juniores 1963:  difesa Philidor C41
- Florin Gheorghiu – Ničevski, Skopje 1968:  gambetto di donna accettato D25
- Milan Vukić – Ničevski, campionato jugoslavo 1969:  difesa Benoni A47
- Jan Timman – Ničevski, Vilnius 1969:  est indiana var. Saemisch E81
- Wolfgang Uhlmann – Ničevski, Rovinj/Zagreb 1980:  est indiana E75
- Dragoljub Velimirović – Ničevski, campionato jugoslavo 1980:  difesa Pic B09